# Nejc Žnidarčič
Nejc Žnidarčič, né le 31 mai 1984, est un kayakiste slovène pratiquant la descente.

## Palmarès

### Championnats du monde
- 2023 à Augsbourg,  Allemagne
  -  Médaille d'or en K1 par équipe, Course Sprint
- 2022 à Treignac,  France
  -  Médaille d'or en K1, Course Sprint
- 2021 à Bratislava,  Slovaquie
  -  Médaille d'or en K1
  -  Médaille de bronze en K1 par équipe
- 2019 à La Seu d'Urgell,  Espagne
  -  Médaille d'or en K1, Course Sprint
  -  Médaille d'or en K1 par équipe, Course Sprint
- 2017 à Pau,  France
  -  Médaille d'argent en K1, Course Sprint
  -  Médaille d'argent en K1 par équipe, Course Sprint
- 2016 à Banja Luka,  Bosnie-Herzégovine
  -  Médaille d'or en K1 par équipe, Course Sprint
  -  Médaille d'argent en K1 par équipe, Course classique
- 2015 à Vienne,  Autriche
  -  Médaille d'argent en K1, Course Sprint
  -  Médaille d'argent en K1 par équipe, Course Sprint
  -  Médaille de bronze en C2 par équipe, Course Sprint
- 2014 à Valteline,  Italie
  -  Médaille d'or en K1 par équipe, Course Sprint
  -  Médaille d'argent en K1, Course Sprint
- 2013 à Solkan,  Slovénie
  -  Médaille d'argent en K1, Course Sprint
  -  Médaille de bronze en K1 par équipe, Course Sprint
- 2012 à Mâcot-la-Plagne,  France
  -  Médaille de bronze en K1, Course classique
  -  Médaille d'or en K1, Course Sprint
  -  Médaille d'or en K1 par équipe, Course Sprint
- 2011 à Augsbourg,  Allemagne
  -  Médaille d'or en K1, Course Sprint
- 2010 à Sort,  Espagne
  -  Médaille de bronze en K1 par équipe, Course Sprint

### Championnats d'Europe
- Championnats d'Europe de descente 2023[1].
  -  Médaille d'or en K1 sprint par équipe.
  -  Médaille de bronze en K1 sprint.